# Macrobiotus potockii
Macrobiotus potockii är en djurart som tillhör fylumet trögkrypare, och som beskrevs av Barbara Wêglarska 1968. Macrobiotus potockii ingår i släktet Macrobiotus och familjen Macrobiotidae. Inga underarter finns listade i Catalogue of Life.